# Na střeše
Na střeše je český film režiséra Jiřího Mádla z roku 2019. Film vypráví o starším profesorovi, jenž ubytuje mladého Vietnamce, kterého najde ukrytého na střeše svého domu.

## Výroba
Hlavní postavu profesora Rypara měl původně hrát Jan Tříska, po jeho smrti byl obsazen Alois Švehlík, který byl vybraný na základě castingu. Natáčení probíhalo v srpnu a v září v Praze, titulní střecha se točila v blízkosti náměstí I. P. Pavlova.
Scénář filmu Mádl napsal v roce 2011 anglicky jako absolventský scénář na New York Film Academy a neplánoval jej točit, myslel spíš, že jej bude točit nějaký kolega ze školy z oboru režie. Nakonec se u projektu vystřídalo několik režisérů a v jednu chvíli to vypadalo, že se bude točit v Německu a hlavní roli bude hrát Bruno Ganz, nepovedlo se na to ale sehnat dostatek finančních prostředků.

## Obsazení
| Alois Švehlík        | profesor Antonín Rypar     |
| Duy Anh Tran         | Song, mladý Vietnamec      |
| Vojtěch Dyk          | soused Marek Molnár        |
| Mária Bartalos       | sousedka Anna Slavenková   |
| Adrian Jastraban     | Kokeš, správce domu        |
| David Švehlík        | Martin Rypar, syn Antonína |
| Radek Zima           | učitel Josef Slavíček      |
| Miroslav Táborský    | učitel Nouza               |
| Denisa Pfauserová    | květinářka                 |
| Veronika Lazorčáková | prodavačka v elektru       |
| Martin Sitta         | prodavač v trafice         |
| Mariana Kopecká      | televizní reportérka       |
| Igor Rattaj          | vyšetřovatel               |
| Miro Mráz            | policista                  |

## Recenze
Film získal od českých filmových kritiků slova chvály a nadprůměrná hodnocení:
- František Fuka, FFFilm, 29. ledna 2019,  [4]
- Mojmír Sedláček, MovieZone, 31. ledna 2019,  [5]
- Mirka Spáčilová, iDNES.cz, 4. února 2019,  [6]
- Anja Verem, Červený koberec, 5. února 2019,  [7]
- Dagmar Šimková, Totalfilm, 5. února 2019,  [8]
- Jan Varga, Filmspot, 6. února 2019,  [9]
- Kristina Roháčková, Český rozhlas, 8. února 2019,  [10]